# The Roop
A The Roop egy litván együttes, amely 2014-ben alakult Litvánia fővárosában, Vilniusban. Ők képviselték volna Litvániát a 2020-as Eurovíziós Dalfesztiválon, majd képviselték ténylegesen 2021-ben.

## Története
Debütáló kislemezük 2014-ben jelent meg "Be Mine" címmel. Az együttes ezután Litvánia legnevesebb zenei fesztiváljain. lépett fel. Emellett különböző nemzetközi show-műsorokban szerepeltek.
A The Roop háromszor szerepelt a litván eurovíziós selejtezőben, legelőször 2018-ban a "Yes, I Do" című dallal, ahol a harmadik helyet szerezték meg. Az együttes 2020-ban is szerepeltek, az új névre keresztelt litván eurovíziós selejtezőben, a Pabandom iš naujoban. Daluk, az On Fire, a február 15-i döntőben a zsűri és a nézők szavazatai alapján is az első helyezést érte el, így megnyerték a műsort és ők képviselték volna Litvániát a 2020-as Eurovíziós Dalfesztiválon Rotterdamban. A dalt az előzetes sorsolás alapján először a május 12-i első elődöntő első felében adták volna elő, azonban március 18-án az Európai Műsorsugárzók Uniója bejelentette, hogy 2020-ban nem tudják megrendezni a versenyt a COVID–19-koronavírus-világjárvány miatt. Az litván műsorsugárzó jóvoltából az együttes lehetőséget kapott a következő évi Pabandom iš naujoban való szereplésért. Automatikus döntősként versenyeztek, a február 7-i döntőt sikerült megnyerniük Discoteque című dalukkal, így ők képviselhették hazájukat a 2021-es Eurovíziós Dalfesztiválon, ahol a döntőben a nyolcadik helyen végeztek. Ez volt az ország második legsikeresebb szereplése a versenyen.

## Tagok
- Vaidotas Valiukevičius – ének
- Robertas Baranauskas – basszusgitár, billentyűk
- Mantas Banišauskas – gitár

## Diszkográfia

### Albumok
- To Whom It May Concern (2015)
- Ghosts (2017)
- Concrete Flower (2022)
- Momentum (2025)

### Középlemezek
- Yes, I Do (2018)

### Kislemezek
- Be Mine (2014)
- Hello (2016)
- Dream On (2017)
- Keista draugystė (2017)
- Yes, I Do (2018)
- Silly Me (2019)
- Dance with Your Hands (2019)
- On Fire (2020)
- Discoteque (2021)
- Ohmygodable (2021)
- Love Is All We Got (2022)
- Let's Get Naked (2022)
- Šiluma (2022)
- Kalėdų atvirukas (2022)
- Pavasaris (2023)
- Simple Joy (2024)
- Steal Me (2025)
- Chica Chico (2025)